# Września
Września là một thị trấn thuộc huyện Wrzesiński, tỉnh Wielkopolskie ở trung-tây Ba Lan. Thị trấn có diện tích 13 km². Đến ngày 1 tháng 1 năm 2011, dân số của thị trấn là 29157 người và mật độ 2290 người/km².